# Kürkəndi
Kürkəndi è un comune dell'Azerbaigian situato nel distretto di Sabirabad. Conta una popolazione di 1 878 abitanti.